# Władysław Sawrycki
Władysław Sawrycki (ur. 1 listopada 1937 w Baranowiczach) – polski filolog i pedagog.

## Życiorys
W 1954, bezpośrednio po ukończeniu liceum, podjął pracę instruktora kulturalnego w Powiatowym Domu Kultury w Starogardzie Gdańskim. W 1962 ukończył studia na Wydziale Filologii Polskiej UMK, tematem jego pracy magisterskiej było Słowotwórstwo w powieści "Nienasycenie" Stanisława Ignacego Witkiewicza. Po studiach pracował jako nauczyciel języka polskiego w Technikum Mechaniczno-Elektrycznym. 
W 1973 podjął pracę na UMK. W 1980 uzyskał stopień doktora, promotorem jego pracy był Konrad Górski. 23 czerwca 1993 na podstawie pracy Wiedza o literaturze w szkolnej refleksji polonistycznej w latach 1869–1939 uzyskał stopień doktora habilitowanego nauk humanistycznych w zakresie pedagogiki. 
Od 1993 jest kierownikiem Zakładu Metodyki Nauczania Literatury i Języka Polskiego Instytutu Literatury Polskiej UMK.
W 2016 odznaczony Krzyżem Wolności i Solidarności.

## Wybrane publikacje
- Kultura żywego słowa (1985, ISBN 83-231-0022-5)
- Edukacja polonistyczna i literatura (2000, współredakcja pracy zbiorowej, ISBN 83-7174-582-6)
- Problematyka tekstu głosowo interpretowanego (2004, współredakcja pracy zbiorowej, ISBN 83-7322-771-7)